# El Saltillo, Guanajuato
El Saltillo är en ort i Mexiko.   Den ligger i kommunen Jerécuaro och delstaten Guanajuato, i den centrala delen av landet, 170 km nordväst om huvudstaden Mexico City. El Saltillo ligger 2 066 meter över havet och antalet invånare är 130.
Terrängen runt El Saltillo är kuperad åt nordost, men åt sydväst är den platt. Runt El Saltillo är det ganska tätbefolkat, med 67 invånare per kvadratkilometer. Närmaste större samhälle är Jerécuaro, 5,6 km söder om El Saltillo. I omgivningarna runt El Saltillo växer huvudsakligen savannskog.